# Нисимковичи (Чечерский район)
Нисимковичи (бел. Нісімкавічы) — агрогородок в Чечерском районе Гомельской области Беларуси. Административный центр Нисимковичского сельсовета.
На востоке граничит с Чечерским биологическим заказником. Рядом с деревней, в долине реки Покоть, находится месторождение мела (30 млн т).

## География

### Расположение
В 22 км на северо-восток от Чечерска, 87 км от Гомеля, 57 км от железнодорожной станции Буда-Кошелёвская (на линии Гомель — Жлобин).

### Гидрография
На реке Покоть (приток реки Сож), в которую на севере впадает река Хмелёвка.

## Транспортная сеть
Транспортные связи по просёлочной, затем автомобильной дороге Полесье — Чечерск. Планировка состоит из 2 разделённых рекой и соединённых мостом частей: восточной (к прямолинейной улице почти меридиональной ориентации, вдоль реки, с востока присоединяетсяпереулок)и западной (прямолинейная улица, ориентированная с юго-востока на северо-запад с переулками). Застройка двусторонняя, деревянная, усадебного типа.

## История
Обнаруженные археологами городище II века до н. э. — V века н. э. (в 0,5 км на юг от деревни), могильник XIII века (16 насыпей, рядом с городищем) и могильник X—XIII веков (27 насыпей, напротив городища), селище Нисимковичи II, поселения железного века, роменской культуры и эпохи Киевской Руси (в 0,5 км на север от деревни) свидетельствуют о заселении этих мест с давних времён.
Согласно письменным источникам известна с XVI века как селение в Речицком повете Минского воеводства Великого княжества Литовского. В 1525 году обозначена в материалах о взаимоотношениях между Русским царством и Великим княжеством Литовским. В 1572 году село Анисимковичи упомянуто в переписке Великого княжества Литовского и Русского царства о решении пограничных разногласий. Согласно инвентаря 1704 года 7 дымов, 2 службы, в 1726 году количество дымов увеличилась до 12, действовали мельница, сукновальня и круподёрка, в Залесском войтовстве Чечерской волости. Согласно описанию Чечерского староства 1765 года 25 дымов, трактир, 2 мельницы, 3 сукновальни.
После 1-го раздела Речи Посполитой (1772 год) в составе Российской империи. С 1832 года работал трактир. В 1824 году построена деревянная Свято-Георгиевская церковь. Согласно ревизских материалов 1859 года в составе Чечерского поместья графа И. И. Чернышова-Кругликова. В 1864 году открыто народное училище (в 1889 — 30 учеников). С 1866 года действовали мельница и сукновальня. Кроме земледелия жители занимались изготовлением бочек разных размеров, которые пользовались широким спросом, и их узоры экспонировались в Могилевском губернском музее. Имелся хлебозапасный магазин. Согласно переписи 1897 года действовали водяная мельница, ветряная мельница, кузница, в Покотской волости Гомельского уезда Могилёвской губернии. В 1909 году 1706 десятин земли, церковь, школа, винный магазин, мельница. В 1926 году 235 дворов работал почтовый пункт. Рядом находились одноимённые хутора. Имелись начальная школа, врачебный участок, отделение потребительской кооперации.
С 8 декабря 1926 года центр Нисимковичского сельсовета Светиловичского, с 4 августа 1927 года Чечерского, с 25 декабря 1962 года Буда-Кошелёвского, с 6 января 1965 года Чечерского районов Гомельского (до 26 июля 1930 года) округа, с 20 февраля 1938 года Гомельской области.
В 1930 году организован колхоз «Советская Беларусь», работали крейдовапновый завод, смолокурня (с 1931 года), водяная и ветряная мельницы, кузница. В 1932 году открыта изба-читальня. Действовало Нисимковичское лесничество.
Во время Великой Отечественной войны неподалёку базировались Чечерский подпольный райком КП(б)Б и 1-я Гомельская партизанская бригада. В сентябре 1943 года оккупанты частично сожгли деревню. 89 жителей погибли на фронте.
В 1979 году в деревню переселены жители посёлка Корма. Центр совхоза «Нисимковичи». Расположены комбинат бытового обслуживания, лесопилка, лесничество, хлебопекарня, средняя школа, Дом культуры, библиотека, детский сад, больница, аптека, отделение связи, столовая, 2 магазина. Широко известен за границами района Нисимковичский фольклорный коллектив народной песни.
В состав Нисимковичского сельсовета входили до 1979 года посёлок Корма, до 1987 года — посёлки Гудок, Никольск, Новый Никольск, Ясная Роща (в настоящее время не существуют).

## Население

### Численность
- 2004 год — 145 хозяйств, 340 жителей.

### Динамика
- 1704 год — 7 дымов.
- 1726 год — 12 дымов.
- 1765 год — 25 дымов.
- 1848 год — 50 дворов.
- 1881 год — 128 дворов.
- 1897 год — 171 двор, 1171 житель (согласно переписи).
- 1909 год — 185 дворов, 1325 жителей; на одноимённых хуторах, находившихся рядом, 7 дворов.
- 1959 год — 659 жителей (согласно переписи).
- 2000 год — 152 двора, 353 жителя[2].
- 2004 год — 145 хозяйств, 340 жителей.

## Достопримечательность
- Мемориал в память о погибших в Афганистане